# Ave Maria zeneize
L'Ave Maria Zeneize (= Ave Maria Genovese) o Stella Maris è una canzone di tema religioso in lingua genovese, scritta da Piero Bozzo e musicata nel 1964 da Agostino Dodero, segnando l'inizio della collaborazione tra i due artisti musicali.
Il testo riporta una preghiera alla Madonna, figura particolarmente cara ai genovesi sin da quando, nel 1637, la Repubblica di Genova incoronò Maria quale regina della città.
Inizialmente il canto, musicato in Fa maggiore, era composto da una sola strofa oltre al ritornello. La seconda strofa fu aggiunta probabilmente nel 1967, quando iniziò ad essere chiaro il successo dell'opera. In pochi anni la canzone ebbe un successo mondiale, venendo anche tradotta in diverse lingue tra cui inglese, tedesco, spagnolo, portoghese, francese, olandese, cileno e napoletano.
Visto il tema spesso il canto è intonato in occasioni religiose, e ne esistono versioni adattate per essere suonate all'organo o come concerto di campane.
Il 6 giugno 2016 al canto è stata intitolata una via di Genova, situata non distante da Boccadasse, dove viveva Dodero al momento della sua composizione.